# Peixotoa psilophylla
Peixotoa psilophylla är en tvåhjärtbladig växtart som beskrevs av C. Anderson. Peixotoa psilophylla ingår i släktet Peixotoa och familjen Malpighiaceae. Inga underarter finns listade i Catalogue of Life.